# Cézium-szulfát
A cézium-szulfát a kénsav céziumsója. Sűrű vizes oldat előállítására használják sűrűséggradiens centrifugáláshoz.

## Fordítás
Ez a szócikk részben vagy egészben  a   Caesium sulfate című angol Wikipédia-szócikk ezen változatának fordításán alapul.  Az eredeti cikk szerkesztőit annak laptörténete sorolja fel. Ez a jelzés csupán a megfogalmazás eredetét és a szerzői jogokat jelzi, nem szolgál a cikkben szereplő információk forrásmegjelöléseként.